# Michel Tabachnik

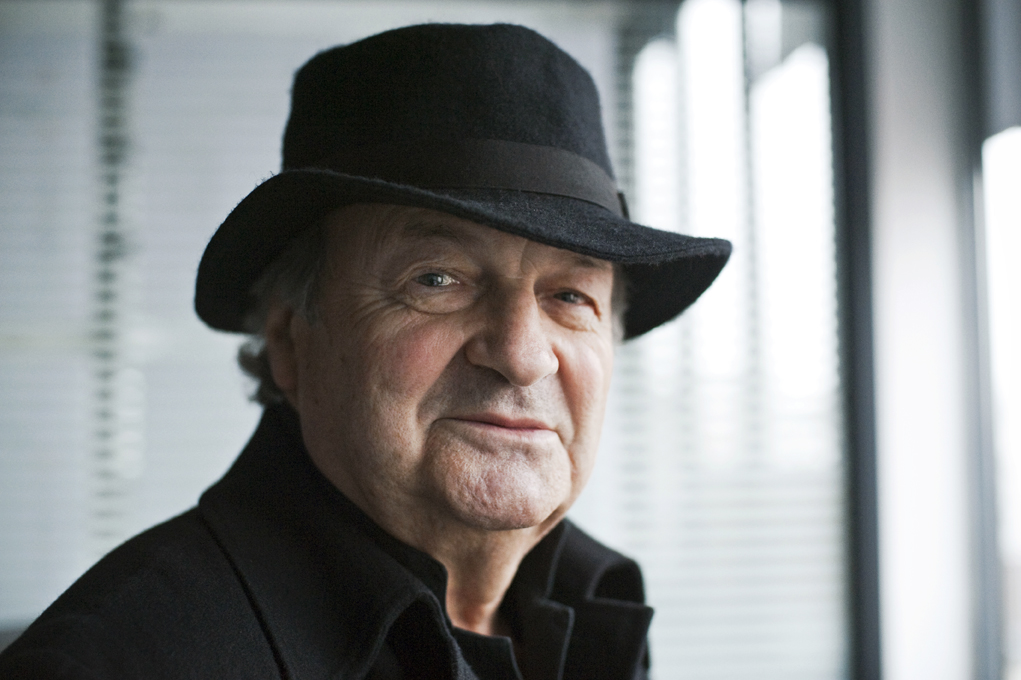
Michel Tabachnik (2009)

Michel Tabachnik (* 10. November 1942 in Genf) ist ein Schweizer Dirigent und Komponist.

## Beruflicher Werdegang

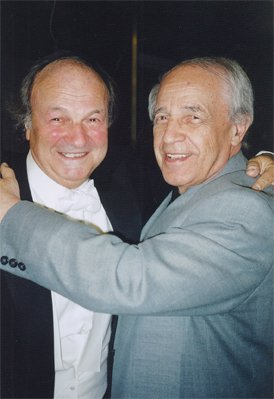
Michel Tabachnik mit Pierre Boulez

Tabachnik studierte Klavier, Komposition und Dirigieren in Genf. Es folgten Meisterkurse bei Henri Pousseur, Karlheinz Stockhausen und Pierre Boulez in Darmstadt. Dann wurde er Assistent von Igor Markevitch in Madrid beim RTVE Symphony Orchestra. 1966 wurde Tabachnik von Pierre Boulez für vier Jahre als Assistent zum BBC Symphony Orchestra nach London geholt.
1971 lud ihn Herbert von Karajan ein, die Berliner Philharmoniker zu dirigieren. 1973 wurde Tabachnik Chefdirigent des Orchesters bei der Gulbenkian Foundation in Lissabon. 1975 gründete er das Philharmonie-Orchester von Metz, das er von 1976 bis 1981 leitete. 1976 übernahm er die Leitung des Ensemble intercontemporain in Paris aus der Hand von Pierre Boulez.
Tabachnik leitete verschiedene Jugendorchester und gründete 1984 das Orchestre des Jeunes de la Méditerranée, das bis heute gern gesehener Gast bei französischen Festivals ist.
Durch seine Arbeit mit der Avantgarde der Nachkriegszeit (neben Boulez und Stockhausen auch György Ligeti, Luciano Berio und Iannis Xenakis) machte sich Tabachnik einen Namen als beseelter Verfechter der neuen Musik. Er dirigierte regelmäßig Premieren, darunter etwa 20 Werke von Iannis Xenakis, der ihn als seinen Lieblingsinterpreten schätzte.
Tabachnik dirigierte bedeutende Orchester wie das Orchestre de Paris, das Concertgebouworkest (Amsterdam), das Radio-Sinfonieorchester Stuttgart, das Konzerthausorchester Berlin, das Philharmonische Orchester Stockholm, das Orchestre de la Suisse romande (Genf) und das NHK Symphony Orchestra (Tokyo). Daneben dirigierte er an den grossen Opernhäusern von Paris, Toronto, Genf, Rom, Montreal, Zürich und Copenhagen.
1995 wurde Tabachnik vom Centro Internazionale d’Arte e di Cultura in Rom zum Künstler des Jahres gewählt.
Von 2008 bis 2015 war er Chefdirigent und Künstlerischer Leiter der Brüsseler Philharmoniker (Brussels Philharmonic). Seit 2011 ist Tabachnik Ehrendirigent des Noord Nederlands Orkest in den Niederlanden.

## Sonnentempel-Affäre
Am 11. Juni 1996 wurde Tabachnik in Nanterre bei Paris verhaftet und 2001 vor dem Strafgericht in Grenoble aufgrund seiner vermeintlichen Mitgliedschaft im Sonnentempler-Orden wegen „Mitgliedschaft in einer kriminellen Vereinigung“ angeklagt. Die Sonnentempler hatten zuvor durch vier kollektive rituelle Mord- und Selbstmord-Handlungen von insgesamt 74 Mitgliedern in den Jahren 1994, 1995 und 1997 weltweit medial für Aufmerksamkeit gesorgt. Auch Tabachniks Ehefrau kam hierbei ums Leben. Der Orden wurde infolge der Ereignisse verboten und für kriminell erklärt. Der Staatsanwalt hatte für Tabachnik fünf Jahre Gefängnis ohne Bewährung gefordert, der Verteidiger auf Freispruch plädiert. Am 25. Juni 2001 wurde Tabachnik in der ersten Instanz freigesprochen. Nach dem Freispruch Tabachniks 2001 ging die Staatsanwaltschaft in Grenoble in Berufung. Das Berufungsgericht erhielt den Freispruch aufrecht.
Tabachnik hatte in den achtziger Jahren zusammen mit Joseph Di Mambro in Genf die Stiftung des Goldenen Wegs gegründet, aus der der Sonnentempler-Orden entstand.

## Veröffentlichungen
- Bouc émissaire. Verlag Michel Lafon, Paris 1997.
- Il était une fois un enfant. Roman, Verlag l'Aire, Vevey 1999.
- Allem voran die Musik. Rombach Verlag, Freiburg 2012. ISBN 978-3-7930-9713-6
- L'homme sauvage. Roman, Ring Verlag, Paris 2013.

## Kompositionen
- Supernovae, 1967
- Frise, 1968
- Fresque, 1969
- Invention à 16 voix, 1972
- Mondes, 1972
- Sillages, 1972
- D'autres Sillages, 1972
- Movimenti, 1973
- Éclipses, 1974
- Argile, 1974
- Trois Impressions, 1975
- Les Perséïdes, 1981
- Cosmogonie, 1981
- l'Arch, 1982
- 7 Rituels Atlantes, 1984
- Pacte des onzes (Evangelium nach Thomas), 1985
- Élévation, 1990
- Prélude à la Légende, 1989
- Le Cri de Mohim, 1991
- Évocation, 1994
- La Légende de Haïsha, 1989
- Concerto pour piano et orchestre de chambre, 2003
- Nord pour orchestre, 2006
- Genèse, deuxième concerto pour violon et orchestre, 2010
- Benjamin, dernière nuit, Oper, 2012

## Diskographie
Lyrinx:
- Grieg, Schumann: Piano Concertos | Catherine Collard (Klavier), Monte-Carlo Philharmonic (1990)
- Liszt, Saint-Saëns: Concertos pour piano et orchestre | Katia Skanavi (Klavier), Orchestre Philharmonique de Monte-Carlo (1994)
- Rachmaninov | Katia Skanavi (Klavier), Brüsseler Philharmoniker (2012)

Brussels Philharmonic Recordings:
- Debussy - La Mer | Brüsseler Philharmoniker & Flämischer Rundfunkchor (2011)
- Tchaikovsky - Pathétique | Brüsseler Philharmoniker (2012)
- Dvořák - New World | Brüsseler Philharmoniker (2012)
- Stravinsky - Sacre du Printemps | Brüsseler Philharmoniker (2013)

Diverse:
- Wagner: Tannhäuser | Philharmonic Orchestra Slovenia (POSR, 1994)
- Brahms: Symphonie Nr. 1 | Noord Nederlands Orkest (NNO, 2007)
- Tchaikovsky Symphonie Nr. 5 | Noord Nederlands Orkest(NNO, 2007)
- Flemish Connection: Flor Alpaerts | Brüsseler Philharmoniker (Klara, 2009)
- Jani Christou: Praxis für Streichorchester und Klavier | Radiophilharmonie Hannover des NDR (Edition RZ, 1973)
- Michel Tabachnik: Cosmogonie pour une Rose | Radiophilharmonie des NDR (MGB (Grammont), 1997)